# Loop Frame
Een Loop Frame is een motorfiets-frame dat de opvolger is van het fietsframe (Diamond frame) en dat in de eerste jaren van de twintigste eeuw voor motorfietsen gebruikt werd.
Bij een fietsframe komen de framebuizen onder in een punt bij elkaar. Om het frame beter passend maken voor het motorcarter werd onderin een lus (loop) gemaakt. Indertijd waren de motorcarters nog rond omdat er total loss smering werd toegepast. Er was dus geen carterpan nodig.
Loop Frames werden ook wel gebruikt om het patent van de gebroeders Werner (de Nieuwe Wernermethode) te omzeilen. Dat gebeurde ook met de James Model T 2½ HP uit 1904, die waarschijnlijk het eerste Loop frame had.

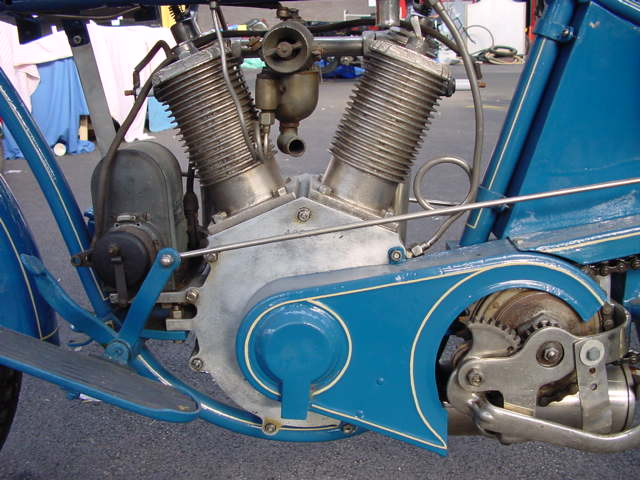
Een Loop Frame op een Emblem uit 1916

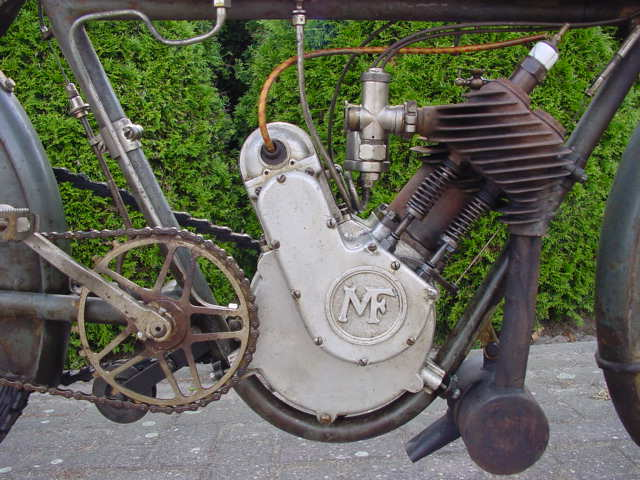
In Europa werden Loop Frames niet zo veel toegepast, maar deze Hirondelle uit 1914 heeft er wel een.

Achterbrug · Balhoofd · Brugframe · Buisframe · Composietframe · Deltabox · Dubbel wiegframe · Duplex frame · E-box frame · Enkel wiegframe · FAST frame · Featherbed frame · Garden gate frame · Lateral Frame Concept · LCG Twin Tube · Loop Frame · Lowboy frame · MR-Albox · Omega frame · Open frame · Perimeter frame · Pivot frame · Pivotless frame · Plaatframe · Raked frame · Rigid frame · Semi-pivotless frame · Slimline frame · Spaceframe · Springframe · Starframe · Stijf frame · Tankframe · Twin Spar frame · Vakwerkframe · Wiegframe · Zeta frame